# Oculicattus inca
Oculicattus inca is een vlinder uit de familie van de uilen (Noctuidae). De wetenschappelijke naam van de soort werd voor het eerst geldig gepubliceerd in 2020 door Jose Ismael Martinez-Noble.